# Euselasia eutychus
Espèce
Euselasia eutychus est un insecte lépidoptère appartenant à la famille  des Riodinidae et au genre Euselasia.

## Dénomination
Euselasia eutychus a été décrit par William Chapman Hewitson en 1856 sous le nom de Eurygona eutychus.
Synonyme : Eurygona ferrugo Bates, 1868; Euselasia dyrrhachius Seitz, 1913.

## Description
Euselasia eutychus est un papillon de couleur noire suffusé de roux.L'autre face de couleur marron roux recouvert de rayures noires et de rayures de gris métallisé avec aux postérieures une ornementation submarginales d'un zigzag gris métallisé et orange avec au centre un gros ocelle noir.

## Écologie et distribution
Euselasia eutychus est présent en Guyane, Guyana en Colombie et au Brésil.

### Biotope
Il réside dans la forêt tropicale.